# Saint-Gervais-en-Vallière
Saint-Gervais-en-Vallière är en kommun i departementet Saône-et-Loire i regionen Bourgogne-Franche-Comté i östra Frankrike. Kommunen ligger i kantonen Verdun-sur-le-Doubs som tillhör arrondissementet Chalon-sur-Saône. År 2022 hade Saint-Gervais-en-Vallière 440 invånare.

## Befolkningsutveckling
Antalet invånare i kommunen Saint-Gervais-en-Vallière
| Referens: INSEE |